# پتیل ۱۲۵۱۱
سیارک ۱۲۵۱۱ (به انگلیسی: 12511 Patil، نامگذاری:1998FQ121) دوازده هزار و پانصد و یازدهمین سیارک کشف شده‌است که در ۲۰ مارس ۱۹۹۸ کشف شد.
قدر مطلق سیارک برابر ۱۶.۲ است.